# Actio praescriptis verbis
Actio praescriptis verbis – w prawie rzymskim powództwo chroniące uprawnionego z kontraktu nienazwanego – o wykonanie świadczenia wzajemnego.

## Charakterystyka powództwa
Actio praescriptis verbis przyznawano stronie kontraktu, która wykonała już swoje świadczenie. Np. strona kontraktu zamiany (permutatio) mogła skarżyć kontrahenta, o wykonanie świadczenia wzajemnego, dopiero z chwilą przeniesienia na niego oznaczonej w umowie rzeczy; darczyńca, który dokonał darowizny z poleceniem (donatio sub modo), mógł pozywać obdarowanego celem przymuszenia go do wykonania polecenia (modus). Powództwo należało do actiones bonae fidei.

## Rozwój historyczny
Początkowo kontrahent, który wykonując kontrakt nienazwany spełnił świadczenie, chroniony był skargą o zwrot świadczenia. Jeżeli spełnione świadczenie polegało na dare, wówczas przyznawano stronie powództwo z tytułu bezpodstawnego wzbogacenia (condictio ob rem dati). Jeżeli spełnione świadczenie polegało na facere, wówczas stronie przyznawano actio doli. Następnie zaczęto przyznawać actio in factum, w celu wyrównania szkody powstałej przez niewykonanie świadczenia wzajemnego, co chroniło negatywny interes umowny kontrahenta.
Pierwszym kontraktem, z tytułu którego zaczęto przyznawać actio prescriptis verbis prawdopodobnie już w okresie klasycznym, był kontrakt estymatoryjny (aestimatum) będący historycznym poprzednikiem umowy komisu. Szersze zastosowanie powództwo to znalazło jednak dopiero w prawie justyniańskim, m.in. w kontraktach zamiany (permutatio), ugody (transactio) czy precarium.